# Paplitzer Graben
Der Paplitzer Graben ist ein Meliorationsgraben und rechter Zufluss des Hammerfließes in Brandenburg.

## Verlauf
Der Graben beginnt westlich der Wohnbebauung von Baruth/Mark und verläuft von dort auf einer Länge von rund 2,21 km in nordnordwestlicher Richtung nach Paplitz, einem Ortsteil von Baruth/Mark. Auf dem Weg dorthin unterquert er den Agrarweg, den Weg Platte zur MVA sowie die Panzerstraße, die jeweils vorzugsweise in Nord-Süd-Richtung verlaufen. Im Dorfkern von Paplitz schwenkt er auf einer Länge von rund 350 Metern nach Norden und verläuft anschließend erneut in nordnordwestlicher Richtung auf einer Länge von rund 2,6 km entlang des Bombachweges. Am Baruther Wohnplatz Bombachhaus fließt von Süden kommend der Paplitzer Müllergraben zu. Der Graben schwenkt nun nach Norden, durchquert das Naturschutzgebiet Schöbendorfer Busch und mündet nach rund 770 Metern in das Hammerfließ.